# Valerio Miroglio
Valerio Miroglio (provincia di Varese, 24 ottobre 1928 – Asti, 16 settembre 1991) è stato un artista italiano.

## Biografia
Nasce in provincia di Varese il 24 ottobre 1928 e si trasferisce ad Asti nel 1935. È costretto ad abbandonare gli studi a causa della guerra. All'età di 16 anni diventa partigiano combattente insieme a tutta la famiglia.

### Gli anni giovanili e la formazione artistica
Dopo la guerra si guadagna da vivere realizzando affreschi sacri nelle chiese e scrivendo sulle testate astigiane La Nuova Provincia e La Voce dell'astigiano, di cui è redattore. Contemporaneamente inizia la sua attività artistica, dipinge quadri ad olio su tela di ispirazione cubista, come l'Autoritratto e gli Acrobati a riposo, ed espone nell'ambito di rassegne locali e del Circolo Culturale La Giostra, fondato da Eugenio Guglielminetti e Giorgio Griffa.
In breve tempo la matrice cubista matura verso la lezione di Paul Klee, realizza disegni a china, a matita, a carboncino e monotipi ad inchiostro grasso, sia astratti sia raffiguranti esseri umani ed animali stilizzati.
Durante la formazione artistica Miroglio respinge le istanze dello zdanovismo e in generale del neorealismo socialista, assumendo anzi posizioni sempre più polemiche che prendono le mosse dal manifesto del Surrealismo di André Breton.

### 1955 – 1965
Nel decennio che intercorre fra il 1955 e il 1965 l'attività pittorica di Miroglio conosce un periodo d'interruzione, che vede l'artista impegnato nella redazione di articoli sui temi più concreti e scottanti della città, articoli-inchiesta sull'emarginazione, la corruzione, la speculazione edilizia, sulla condizione femminile, pubblicati sul giornale di cui è redattore (La Nuova Provincia) e nell'attività di saggista per cataloghi di mostre.

### 1965 - 1970
A partire dal 1965 riprende il filone surrealista realizzando il ciclo Frammenti di memorie e il Ciclo della pressa in cui sperimenta sequenze tipografiche su carta.
(Ettore Sottsass )
A partire dal 1968 prende parte all'attività promozionale della nuova Galleria d' Arte La Giostra, in collaborazione con Amelia Platone ed Eugenio Guglielminetti.
È questo il periodo in cui conosce e frequenta Corrado Cagli, che influenza la sua attività artistica.
L'accentuazione della chiave ironico – grottesca, coincide con l'incontro con Corrado Costa e con il normale processo di decantazione delle rabbie giovanili.
Dal 1969 al 1970 fa parte della redazione della rivista letteraria e satirica Il Caffè, diretta da Giambattista Vicari e costituita fra gli altri da Italo Calvino, Corrado Costa, Piero Chiara, Gianni Celati, Augusto Frassineti, Renato Barilli.

### 1970 - 1980

#### La sperimentazione plastica
In questo periodo l'artista inizia la realizzazione di sculture, utilizzando i più svariati materiali: legno, inox, plexiglas, smalti, polistirolo. Le forme, dapprima astratte e mediate da una grafia geometrizzante, prendono profili umani. Le ombre prodotte dalle sculture assumono una funzione sempre più importante fino a sostituirsi quasi alle sculture stesse. Fra le più significative vi sono il ciclo dei Totem, parallelepipedi modulari scomponibili, e il ciclo delle Ombre solide. 
( Achille Bonito Oliva)
Al 1975 risale la prima opera di grandi dimensioni in cemento, Studentessa, in cui Miroglio adotta la tecnica del getto di calcestruzzo in forma persa di polistirolo espanso. Sempre in questo periodo e con la medesima tecnica, porta a compimento i Monumenti alla resistenza italo – jugoslava, il primo a Velenje, Confinanti senza frontiere di armi, e il successivo a Skorno, in Slovenia.

#### IlGiudizio Universale
Nei primi anni settanta Miroglio si trova perfettamente a suo agio nel contesto in cui l'arte concettuale di matrice italiana, strettamente legata alla poesia visiva, coinvolge artisti di tutti gli ambiti espressivi. La diffusione dell'arte concettuale è per l'artista il momento culminante di una ricerca e tendenza che egli ha in sé da sempre. La supera e giunge ad una forma di citazionismo che si spinge verso operazioni dissacratorie e ironiche e verso l'idea dell'arte come obbligatoria rivisitazione. È in questo periodo che l'artista compie le parafrasi del Giudizio universale di Michelangelo, riutilizzando quelle immagini anche ai fini di una polemica politico – sociale. Del Giudizio universale fanno parte il ciclo degli Imballaggi, trenta casse in cui sono imballati altrettanti personaggi biblici tratti dagli affreschi michelangioleschi, di cui le ombre invadono le casse formando oscure prospettive solidificate, e le Vestizioni, una serie di serigrafie, gigantografie e sovradipinture di personaggi del Giudizio universale che l'artista “veste”, avendo cura di scegliere abiti adatti a seconda del ruolo del personaggio.

#### Le riviste, ilConcerto per Piano Regolatore
Negli anni settanta Miroglio dirige riviste di cultura, arte e costume, presso la Casa Editrice Della Valle di Torino, fra cui Io, Lui, Plexus, di cui è per un periodo direttore responsabile e condivide l'esperienza con, tra gli altri, Fernanda Pivano, Gian Renzo Morteo, Adriano Spatola.
In collaborazione con Adriano Spatola, Giulia Niccolai e Corrado Costa, nasce la rivista underground Tam Tam.
Nel 1975 Miroglio scrive il copione del Concerto per Piano Regolatore Generale del Pianeta Terra (Ed. Geiger), da cui nascono happening in cui l'artista, dopo aver analizzato i difetti del nostro pianeta, ne propone uno in alternativa, di forma cubica ed estremamente razionale. Questo spettacolo nasce per essere messo in scena nei cortili. Viene presentato, con l'intervento del Teatro del Mago Povero, nel cortile del Municipio di un comune del Monferrato e in questa occasione filmato da Gigi Marsico per la RAI, poi al Teatro Alfieri di Asti.

#### L'esperienza di Mombello e la sperimentazione didattica
Nel 1975 Miroglio, nell'ambito del movimento che faceva capo a Franco Basaglia contro la violenza della segregazione manicomiale, insieme all'artista Gianni Bergamelli, ottiene il ricovero volontario presso l'ospedale psichiatrico di Mombello, a Limbiate. In dieci giorni stimolano i ricoverati a dipingere una tela di 25 m, esortandoli ad esternare la loro sofferenza e i loro rancori. All'interno dell'ospedale vengono improvvisati spettacoli, discorsi, poesie. Questa iniziativa suscita interesse in tutta Italia, sollecitando interventi a favore della chiusura degli ospedali psichiatrici.
Dal 1975 al 1977 Miroglio partecipa nella sua città ad una sperimentazione didattica che lo avvicina al linguaggio espressivo dei bambini della scuola elementare. Utilizza il disegno come mezzo che favorisce l'integrazione, mette a punto in straordinario anticipo sui tempi, tecniche di cooperative learning.

### 1980 - 1991

#### L'Identigode leSvite
Prendendo a prestito la tecnica dell'identikit, Miroglio ricerca il vero volto di Dio, provando a ricostruire la sua immagine. L'artista mette insieme trenta immagini di dei adorati nel corso dei secoli in diverse culture e di personaggi storici, partendo dal Giove di Otricoli, utilizzando fra gli altri i volti del Redentore in S.Apollinare Nuovo, quello di Karl Marx e di Mao Tse Tung, e inserendo nella lista anche il suo. Procedendo nella ricerca il volto del Signore pare essere molto simile a quello dell'artista, che rifiuta il ruolo e si cancella. Da tale operazione nasce il libro Identigod (Ed. Priuli&Verlucca).
Nel 1980 e nel 1982 Miroglio, in collaborazione con Attilio Boccazzi Varotto, pubblica i due numeri di Svite d'Artisti, in cui racconta le “Svite” di circa venti artisti, fra gli altri quelle di Delfino Maria Rosso, Maurizio Osti, Clizia, Vannetta Cavallotti.

#### Gli Arazzi e ilBollettino della Vittoria
In linea con quanto affermato da Mercedes Viale Ferrero, uno dei maggiori esperti di storia dell'arazzo, negli anni ottanta Miroglio si impegna in un paziente lavoro di analisi del medium pensato e creato per la specifica destinazione, rifiutando l'idea che l'arazzo debba essere riproduzione ingigantita di un'opera non realizzata per lo scopo.
In questi anni Miroglio produce cartoni in tecnica mista, di cui dodici vengono realizzati in arazzo presso l'Arazzeria Montalbano, di cui fu, per circa dieci anni direttore artistico. A quell'epoca, per scelta teorica di Miroglio e dell'Arazzeria, veniva cercato un ritorno alla tradizione, rifiutando l'uso del mezzo pittorico per virtuosismi privi di giustificazione artistica.
In questi anni Miroglio pubblica il Bollettino della Vittoria, dove Vittoria è da intendersi come il nome della prima arazziera, non solo periodico d'informazione dell'attività dell'Arazzeria ma mensile che ospita cronache scanzonate e ironiche di vita quotidiana, polemiche, poesie, fumetti. Il giornale poteva vantare il primato della piccolezza (15x21cm) e ha pubblicato tra l'altro, nonsense di Armando Adolgiso, poesie di Adriano Spatola, Michele Straniero, Luigi Pasotelli, Giulia Niccolai e Arrigo Lora Totino. Corrado Costa per quasi due anni ha disegnato una streep intitolata Storia di Frank il microbo.
(Sebastiano Vassalli)

#### IlPalinsesto,Parola d'artistae la RAI
Dal 1986 al 1991 Miroglio è direttore responsabile e collaboratore del Palinsesto, periodico d'informazione della Biblioteca Consorziale Astense e tiene la rubrica Parola d'artista su La Stampa.
Per la RAI Radiouno realizza trasmissioni per i programmi sperimentali Fonosfera e Audiobox condotti da Armando Adolgiso e Pinotto Fava.
Il Concerto per piano regolatore generale del pianeta Terra va in onda nel contenitore Fonosfera e, nel settembre 1981, nella rassegna organizzata dalla RAI (a Roma, in co-produzione con la Galleria Nazionale d’Arte Moderna e contemporanea), intitolata Segmenti, percorsi e dinamiche sonore, conoscerà un'edizione scenica agita dallo stesso Miroglio in performance nel salone della Galleria.
In seguito, nel contenitore Audiobox, il Concerto per piano regolatore diventerà una trasmissione radiofonica a puntate. Ancora nel palinsesto di Audiobox, seguiranno altri programmi: Animal loquax: enciclopedia da camera e Radiazioni, entrambi in più numeri con emissione settimanale.

#### IlMaelstrome le ultime tele
La sperimentazione pittorico - plastica di nuovi modi espressivi continua a essere il maggiore interesse di Miroglio, chiaramente percepibile anche negli ultimi cicli di tele, di cui il mare e il cosmo sono leitmotiv.
Miroglio ordina diverse personali in Italia e all'estero. Di grande rilievo è l'allestimento sulla tematica del Maelstrom per Palazzo Massari presso le Gallerie civiche d'Arte Moderna di Ferrara nel marzo aprile 1983.
Le Trombe del Giudizio e Sacramento rappresentano il risultato della sua sperimentazione plastica.
Le ultime opere pittoriche appartengono ai cicli Vortici, Architetture, Gorghi, Cobalto.
(Rossana Bossaglia)
Valerio Miroglio muore ad Asti il 16 settembre 1991.

## Pubblicazioni
- CDGA' (Come diventare grandi artisti), Pari Editori e Dispari, Reggio Emilia, 1973.
- Il Giudizio Universale, Ed. Magma, Roma, 1974.
- Concerto per Piano Regolatore, Ed. Geiger, Torino, 1975.
- Desculturizzazione, Ed. Ferrero Stampatori, Ivrea, 1979.
- Identigod, Ed. Priuli&Verlucca, Ivrea, 1980.
- Svite d'artisti 1, Ed. Priuli&Verlucca, Ivrea, 1980.
- Svite d'artisti 2, Ed. Priuli&Verlucca, Ivrea, 1982.
- Gli arazzi di Asti, Arazzeria Montalbano, Officina Grafica Parena, Nizza Monferrato, 1989.